# Limbodessus amabilis
Limbodessus amabilis är en skalbaggsart som först beskrevs av Clark 1862.  Limbodessus amabilis ingår i släktet Limbodessus och familjen dykare. Inga underarter finns listade i Catalogue of Life.